# Pavel Pevzner

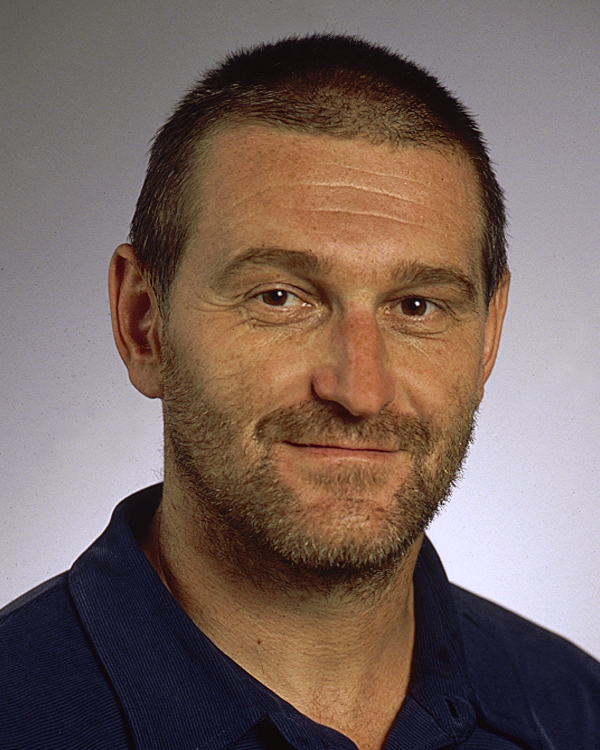
Pavel Pevzner

Pavel Pevzner, russisch Павел Аркадьевич Певзнер, Transkription Pawel Arkadjewitsch Pewsner, (* in Kursk) ist ein russisch-US-amerikanischer Bioinformatiker.

## Leben
Pevszner studierte Mathematik und Physik am Moskauer Institut für Physik und Technologie, an dem er promovierte, während er am russischen Forschungsinstitut für Genetik (NII Genetika) arbeitete. 1990 ging er an die University of Southern California in das Labor von Michael Waterman. 1992 wurde er Associate Professor an der Pennsylvania State University und 1995 Professor für Mathematik, Informatik und Molekularbiologie an der University of Southern California. 2000 wurde er Professor für Informatik an der University of California, San Diego. Dort ist er Ronald R. Taylor Professor und Direktor des NIH Center for Computational Mass Spectrometry.

## Werk
Pevzner befasst sich mit Genomsequenzierung, Immunoproteogenomik, Antibiotika-Sequenzierung und vergleichender Genomik.
In der Genomsequenzierung veröffentlichte er 1989 einen Algorithmus zur Analyse von DNA-Arrays, basierend auf De-Bruijn-Folgen. 2004 führte er deren Verallgemeinerung A-Bruijn-Graphen ein. Pevzner war an verschiedenen Genomsequenzierungsprojekten beteiligt (Maus, Ratte, Huhn). Er wandte die Ergebnisse der Genomsequenzierung auch auf das Studium der Evolution von Lebewesen an, zum Beispiel in der Rekonstruktion der Genomarchitektur ausgestorbener Säuger. 2003 schlug er mit G. Tesler eine Alternative zum alten Random Breakage Model (RBM) von Genom-Rearrangements und Chromosomen-Evolution (Susumu Ohno 1971) vor, das  Fragile Breakage Model (FBM). Es basiert auf dem Konzept des Breakpoint Graph und einer Häufung der Genombrüche an Schwachstellen und nicht Brüchen an zufällig gewählten Stellen. Darauf beruhen polynomiale Algorithmen für Genom-Arrangements und zugehörige Datenbanken.
Er trug ab 1999 zur Entwicklung der De-Novo-Peptidsequenzierung für die Identifikation von Proteinen bei. Pevszner erfand ein Verfahren Massenspektrometerdaten mit spektralen Netzwerken (molekularen Netzwerken) auszuwerten und wandte das  2008 auf die Entwicklung eines ersten Antikörper-Sequenzierungsverfahren an. Das wandte er in seiner Firma Digital Proteomics an. Er geht mit seinem Labor Schritte in Richtung personalisierter Immunogenomik, das heißt die Untersuchung des Antikörperspektrums einzelner Individuen für Diagnostik und Therapie.
Mit spektralen Netzwerken entwickelte er ein Verfahren der Antibiotika-Sequenzierung, das er zur Suche nach neuen Antibiotika einsetzt. Er war einer der Gründer des spektralen Netzwerks GNPS, dem tausende Labore angeschlossen sind.

## Ehrungen und Mitgliedschaften
Pevzner erhielt einen Presidential Young Investigator Award der NSF. 2010 wurde er Fellow der Association for Computing Machinery. 2011 wurde er Ehrendoktor der Simon Fraser University, er erhielt eine Professur des Howard Hughes Medical Institute und wurde 2016 Mitglied der Academia Europaea. 2018 erhielt er den Paris-Kanellakis-Preis.
Pevszner gehört zu den hochzitierten Wissenschaftlern. Er ist im Herausgebergremium von PLoS Computational Biology.

## Schriften (Auswahl)
So weit nicht in den Fußnoten aufgeführt.
- Computational Molecular Biology, MIT Press, 2000
- mit Neil Jones: An Introduction to Bioinformatics Algorithms, MIT Press, 2004
- mit Ron Shamir (Hrsg.): Bioinformatics for Biologists, Cambridge University Press, 2011
- mit Phillip Compeau: Bioinformatics Algorithms: An Active Learning Approach, Active Learning Publishers, 2014

Einige Aufsätze:
- mit V. Bafna: Genome rearrangements and sorting by reversals, SIAM Journal on Computing, Band 25, 1996, S. 272–289
- mit S. Hannenhalli: Transforming cabbage into turnip: polynomial algorithm for sorting signed permutations by reversals, Journal of the ACM (JACM), Band 46, 1999, S. 1–27
- mit S. H. Sze: Combinatorial approaches to finding subtle signals in DNA sequences, ISMB, Band 8, 2000, S. 269–278.
- mit H. Tang, M. S. Waterman: An Eulerian path approach to DNA fragment assembly, Proc. Nat. Acad. USA, Band 98, 2001, S. 9748–9753
- mit S. Tanner u. a.: InsPecT: Identification of posttranslationally modified peptides from tandem mass spectra, Analytical Chemistry, Band 77, 2005, S. 4626–4639
- mit G. Tesler: Genome rearrangements in mammalian evolution: lessons from human and mouse genomes, Genome Res., Band 13, 2003, S. 37–45, PMID 12529304.
- mit W. J. Murphy: Dynamics of mammalian chromosome evolution inferred from multispecies comparative maps, Science, Band 309, 2005, S. 613–617
- mit A. L. Price, N. C. Jones: De novo identification of repeat families in large genomes, Bioinformatics, Band 21, Suppl. 1, 2005, i351–i358
- mit A. Frank: PepNovo: De novo peptide sequencing via probabilistic network modeling, Analytical Chemistry, Band 77, 2005, S. 964–973
- mit Mark Chaisson: Short Read Fragment Assembly of Bacterial Genomes, Genome Res., Band 18, 2008, S. 324–330
- mit M. A. Alekseyev: Breakpoint graphs and ancestral genome reconstructions, Genome Res., Band 19, 2009, S. 943–957, PMID 19218533
- mit P. E. C. Compeau, G. Tesler: How to apply de Bruijn graphs to genome assembly, Nature Biotechnology, Band 29, 2011, S. 987–991, PMID 22068540
- mit S. Nurk u. a.: Assembling single-cell genomes and mini-metagenomes from chimeric MDA products, Journal of Computational Biology, Band 20, 2013, S. 714–737
- mit A. Bankevich u. a.: SPAdes: a new genome assembly algorithm and its applications to single-cell sequencing, Journal of Computational Biology, Band 19, 2012, S. 455–477
- mit S. Kim: MS-GF+ makes progress towards a universal database search tool for proteomics, Nature Communications, Band 5, 2014, S. 5277
- mit S. Nurk, D. Meleshko, A. Korobeynikov: metaSPAdes: a new versatile metagenomic assembler, Genome Research, Band 27, 2017, S. 824–834
- mit M.Kolmogorov u. a.: Assembly of long, error-prone reads using repeat graphs, Nature Biotechnology, Band 37, 2019, S. 540–546, PMID 30936562.
- mit D. Antipov u. a.: metaviralSPAdes: Assembly of Viruses From Metagenomic Data, Bioinformatics, 15. Mai 2020, PMID 32413137